# Benproperin
Benproperin ist ein Arzneistoff, der insbesondere bei Reizhusten als Alternative zu Codein eingesetzt wird.
Benproperin gehört zu den peripher wirksamen Antitussiva und chemisch zur Gruppe der Piperidin-Derivate.

## Klinische Angaben

### Anwendungsgebiete
Benproperin wird zur Behandlung akuter und chronischer Hustenerkrankungen, insbesondere Reizhusten, eingesetzt.

### Gegenanzeigen und Anwendungsbeschränkungen
Außer einer Überempfindlichkeit gegen den Arzneistoff sind keine Gegenanzeigen bekannt. Es liegen keine ausreichenden Erfahrungen über die Anwendung von Benproperin in der Schwangerschaft vor, tierexperimentelle Untersuchungen lieferten keine Hinweise auf eine Teratogenität oder Fetotoxizität. Spezifischen Wechselwirkungen mit anderen Arzneistoffen wurden nicht untersucht und sind nicht bekannt.

### Nebenwirkungen
Vereinzelte Fälle von Schläfrigkeit, Mundtrockenheit und Übelkeit wurden beschrieben.

## Pharmakologie

### Pharmakodynamik
Der genaue molekulare Wirkmechanismus des Benproperins ist nicht bekannt. Es wird eine Hemmung des Hustenreizes im afferenten Teil des Reflexbogens angenommen. Im Gegensatz zu Codein beschleunigt es den Atemantrieb.

### Pharmakokinetik
Die Plasmahalbwertszeit von Benproperin beträgt etwa sechs Stunden.

## Chemie

### Stereochemie
Benproperin ist ein chiraler Arzneistoff, der als racemisches Gemisch seiner beiden Enantiomere (R)-(+)-Benproperin und (S)-(–)-Benproperin verwendet wird. Beide Enantiomere sind im Tierversuch etwa genauso wirksam wie das Racemat.

### Synthese
Benproperin kann gewonnen werden, indem 2-Benzylphenol mit Propenoxid zu 2-Benzylphenoxypropanol umgesetzt wird, welches dann mit Thionylchlorid oder Tosylchlorid umgesetzt und dann durch Substitution mit Piperidin in Benproperin überführt wird.

## Handelspräparate
Benproperin war in Form von Dragées in Deutschland unter dem Markennamen Tussafug in Apotheken erhältlich, ist aber nicht mehr im Sortiment des Herstellers.